# 현대모비스
현대모비스(Hyundai Mobis)는 대한민국의 자동차 부품 기업이다. 본사는 서울특별시 강남구 테헤란로 203 (역삼동)에 있다. 현대모비스는 자동차 부품 전문 기업으로, 프론트엔드 모듈, 샤시 모듈, 칵핏 모듈 등 자동차 3대 핵심 모듈을 생산하여 전 세계에 공급하고 있다. 또한 전기차, 수소 연료 전지차 등 친환경 자동차의 핵심 부품인 구동 모터, 배터리 시스템 등을 개발, 생산하고 있으며, 자율 주행 주차 부문도 강화하고 있다. 현대모비스는 미래 모빌리티 산업에서 소프트웨어와 하드웨어를 결합한 모빌리티 솔루션을 제공하는 기업으로 도약하기 위해 연구 개발과 생산 능력 등 역량을 기반으로 스마트 모빌리티, UAM, 로보틱스 사업 분야를 확대해 나가고 있다.

## 연혁
- 1977년 7월: 현대정공으로 설립
- 1979년: 특장차 사업 부문 진출

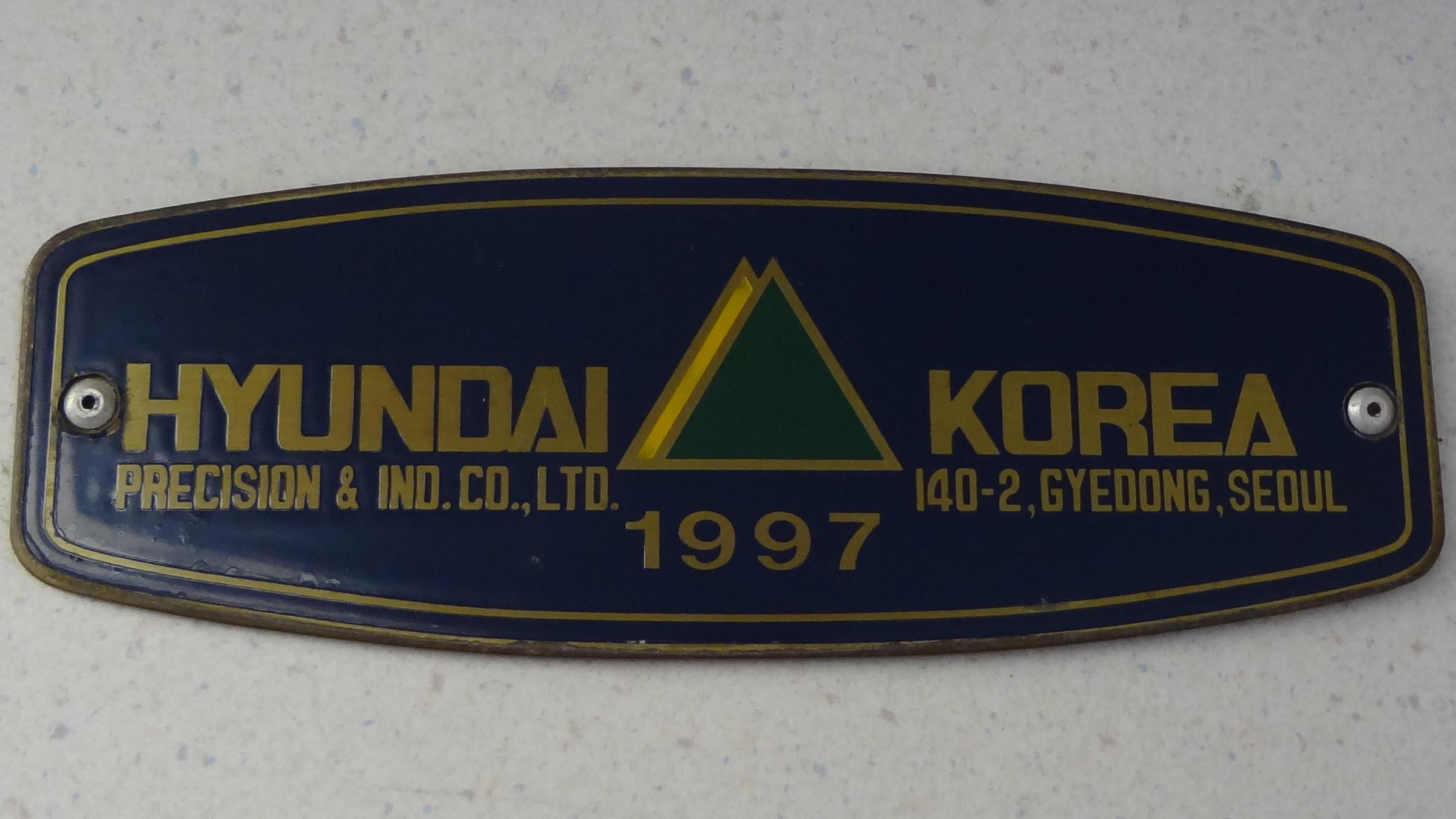
PPT1000

- 1982년: 요트 사업 및 수처리·플랜트 등 환경 사업 진출
- 1985년: 현대차량의 합병에 따라 철도 차량 사업 및 군수 사업에 진출
- 1986년: 한국형 디젤전기기관차 생산
- 1987년: 마북리 기술 연구소 신축 개관
- 1989년: 항공 사업 진출 및 기업 공개 실시
- 1993년: 서울 지하철 4호선 신형 전동차 납품
- 1994년: 항공 사업 부문 현대우주항공(주)로 이관
- 1995년: 싼타모 생산 공장 준공 및 서울 지하철 5호선 전동차 납품
- 1997년 : 변속기 사업 부문을 현대기술개발(주)로 이관
- 1999년: 철도 차량 사업 부문을 한국철도차량 신설 법인으로 이관
- 1999년: 사륜 구동 승용차 부문 및 공작 기계 부문을 현대자동차로 이관.
- 2000년 11월: 사명을 현대정공에서 현대모비스로 변경
- 2001년: 울산 모비스 오토몬스 프로농구단 창단
- 2002년: 강소모비스 준공
- 2003년: 이화모듈(주) 흡수 합병, 북경 모듈 공장 준공
- 2005년: 역삼동으로 사옥 이전, 아산 물류 센터 준공
- 2006년: 미국 오하이오 모듈 공장(DXC 모듈공장) 준공
- 2007년: 카스코 합병 및 창원 공장 신설
- 2008년: 품질 연구소 설립, 하이브리드 핵심 부품 사업 진출, 상용차용 제동 시스템 개발
- 2009년: 체코 모듈공장 준공
- 2010년: LG화학과 배터리 기술 합작사 설립
- 2013년: 충주공장 준공
- 2017년: 서산 주행 시험장 준공

## 주요사업장
- 본사: 서울특별시 강남구 테헤란로 203 (역삼동)
- 기술연구소: 경기도 용인시 기흥구 마북로240번길 17-2 (마북동)
- 의왕연구소: 경기도 의왕시 철도박물관로 37 (삼동)
- 주행시험장: 충청남도 서산시 부석면 부남1로 67
- 울산 염포동공장: 울산광역시 북구 염포로 706 (염포동)
- 울산 매암동공장: 울산광역시 남구 장생포고래로 8 (매암동)
- 아산공장: 충청남도 아산시 영인면 토정로 40
- 서산공장: 충청남도 서산시 음암면 음암로 140
- 천안 IP공장: 충청남도 천안시 서북구 2공단2로 105 (차암동)
- 천안 MEB공장: 충청남도 천안시 서북구 2공단1로 168 (차암동)
- 진천공장: 충청북도 진천군 문백면 사양2길 95
- 충주공장: 충청북도 충주시 대소원면 기업도시1로 47
- 김천공장: 경상북도 김천시 공단로 258-45 (응명동)
- 창원공장: 경남 창원시 성산구 성산패총로 87 (성산동)
- 광주공장: 광주광역시 광산구 진곡산단중앙로 45 (오선동)
- 이화공장: 경기도 화성시 우정읍 남양만로 707
- 안양공장: 경기도 안양시 만안구 박달로 337-53 (박달동)
- 포승공장: 경기도 평택시 포승읍 포승공단로118번길 16